# Scopula rufistigma
Scopula rufistigma är en fjärilsart som beskrevs av W. Warren 1895. Scopula rufistigma ingår i släktet Scopula och familjen mätare. Inga underarter finns listade.